# Метлін Микола Федорович
Микола Федорович Ме́тлін (28 липня (9 серпня) 1804–15 (27) листопада 1884) — адмірал російського флоту, Головний командир Чорноморського флоту (1855), Військовий губернатор Миколаївський і Севастопольський (1855—1856), Морський міністр Російської імперії (1857—1860).

## Біографічні відомості
Микола Федорович Метлін народився 28 липня (9 серпня) 1804 року в дворянській сім'ї у Воронізькій губернії. У віці дванадцяти років був направлений до Морського корпусу кадетом. 10 (22) травня 1819 року випущений з нього гардемарином, а 2 (14) березня 1821-го призведений у мічмани і призначений на Балтійський флот.

### Служба морським офіцером
Перші три свої мічманські кампанії Метлін ходив на шлюпах «Діана» і «Камчатка» в Фінській і Ботнічній затоках Балтійського моря. В січні 1826 року був відряджений до Морського гвардійського екіпажу, де на новий 1827 рік отримав звання лейтенант. У 1826—1827 роках на лінійному кораблі «Цар Костянтин» в складі загону контр-адмірала Ф. Ф. Беллінсгаузена здійснив похід в Середземне море з заходом у французький порт Тулон. Надалі Микола Федорович продовжував службу в Гвардійському екіпажі і весь 1828 крейсирував на «Діані» в Балтійському морі.
З 1829 року почалася двадцятисемирічна служба Метліна на Чорному морі: 27 лютого (11 березня) 1829 року наказом по Морському відомству він був переведений на Чорноморський флот. На той час Росія вела війну з Туреччиною, і молодий офіцер відразу потрапив на театр воєнних дій — спочатку на кораблі «Норд-Адлер», а потім на «Чесмі» крейсирував біля берегів Анатолії і Румелії, відзначився у битві за фортецю Мідія. Після закінчення бойових дій у 1830 році Миколу Метліна призначили командиром шхуни «Гонець».
В 1831 році, командуючи 12-гарматним люгером «Широкий», Метлін, брав участь у битві з ідріотами в Монастирській бухті біля острова Ідра. Влітку 1832 року разом з бригом «Телемак» він провів бомбардування фортеці Парос. У 1833 році, командуючи «Телемаком», в складі ескадри контр-адмірала М. П. Лазарєва Метлін брав участь у наданні збройної допомоги турецькому уряду в боротьбі з повсталим намісником у Єгипті. У березні 1836 року Микола Федорович отримав військове звання капітан-лейтенант.
Починаючи з 1838 року, протягом одинадцяти років, командуючи різними суднами, щорічно знаходився у бойовому крейсерстві біля берегів Абхазії, де російська армія воювала з тубільцями, неодноразово брав участь у висадках на кавказьке узбережжя, очолював десантні загони. Відзначився при висадці десанту і захопленні Туапсе. Бриг «Фемістокл», яким командував Метлін, під час шторму розбився, а екіпаж, що висадився на берег, зазнав нападу горців. Метлин «проявив відмінну рішучість, самовідданість і хоробрість». Восени 1838 року він стає капітаном 2-го рангу і призначається начальником штабу ескадри віце-адмірала Лазарева. У 1840 році він отримав чин капітана 1-го рангу, а в грудні 1849-го — контр-адмірала.
Проявив себе як хороший адміністратор і організатор. Був особливо відомий на Чорноморському флоті своїми судновими розкладами. Завдяки своїй непідкупності і чесності був призначений у 1851 році обер-інтендантом Чорноморського флоту і портів, яку займав майже весь час Севастопольської кампанії. Його енергії Чорноморський флот зобов'язаний станом матеріальної частини, а також тим, що продовольства, запасів та матеріалів вистачило на одинадцятимісячну облогу міста.

### На державній службі
У квітні 1855 приведений у віце-адмірали. У вересні 1855-го очолив залишки Чорноморського флоту, будучи призначеним завідувачем Морською частиною в Миколаєві і Миколаївським і Севастопольським військовим губернатором. На цій посаді йому були також підпорядковані Дунайська флотилія і інтендантська частина флоту. В січні 1856 року, здавши обов'язки військового губернатора і завідувача Морською частиною віце-адміралу О. І. Панфілову, Метлін вибув до Петербурга.
В серпні того ж року він був призначений членом Адміралтейств-ради, а в лютому 1857-го Морським міністром. Восени йому присвоєне звання адмірала. За часів міністра Метліна, Морським міністерством була розроблена 20-річна програма будівництва парового флоту. Через три роки він залишив пост міністра і став членом Державної ради імперії.
Помер Микола Федорович Метлін у віці 80 років 15 (27) листопада 1884 року.

## Нагороди
- орден святого апостола Андрія Первозванного,
- орден святого Олександра Невського,
- орден святого Георгія 4-ї ст.,
- орден святого Володимира 1-ї ст.,
- орден святої Анни 1-ї ст,
- орден святого Станіслава 1-ї ст.,
- орден Білого орла.